# Brazuelo
Brazuelo – gmina w Hiszpanii, w prowincji León, w Kastylii i León, o powierzchni 98,13 km². W 2011 roku gmina liczyła 334 mieszkańców.